# 萨利纳斯-德加尔西门多萨

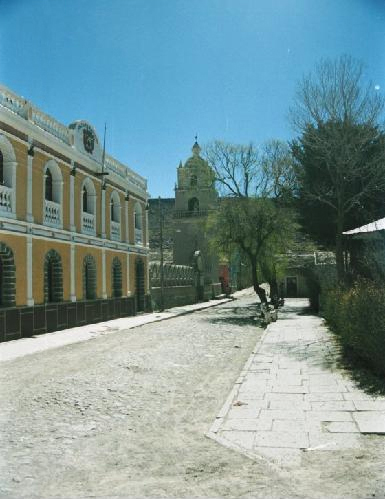
市政厅及教堂

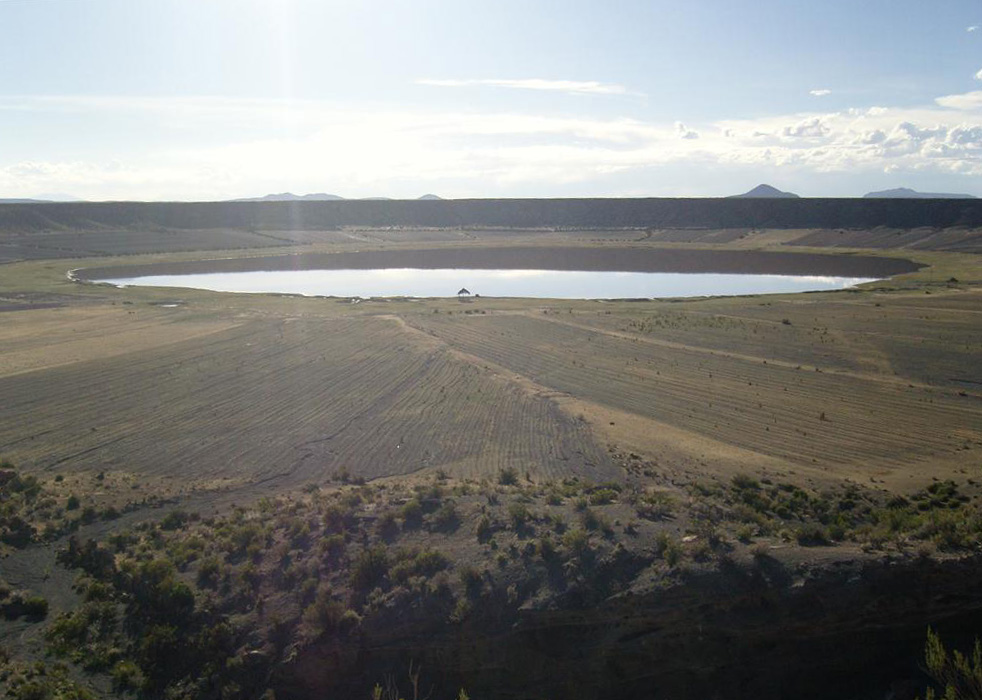

萨利纳斯-德加尔西门多萨（西班牙語：Salinas de Garci Mendoza），是玻利維亞西部奧魯羅省拉迪斯劳·卡夫雷拉县的市鎮，并为该县的县府所在地。處於省会奧魯羅西南面280公里，海拔高度3,732米，市镇面积为5,591平方公里，2012年人口数量为11,878人。